# Landtagswahlkreis Vorpommern-Greifswald IV
Der Landtagswahlkreis Vorpommern-Greifswald IV (bis 2015: Uecker-Randow I) ist ein Landtagswahlkreis in Mecklenburg-Vorpommern. Er umfasst vom Landkreis Vorpommern-Greifswald die Stadt Ueckermünde sowie die Ämter Am Stettiner Haff und Torgelow-Ferdinandshof.

## Wahl 2021
Bei der Landtagswahl in Mecklenburg-Vorpommern 2021 gab es in diesem Wahlkreis folgendes Ergebnis:
| Partei               | Direktkandidat    | Erststimmen      | Zweitstimmen     |
| -------------------- | ----------------- | ---------------- | ---------------- |
| SPD                  | Patrick Dahlemann | 36,8 %           | 39,0 %           |
| AfD                  | Nikolaus Kramer   | 28,0 %           | 23,7 %           |
| CDU                  | Kathleen Fleck    | 15,2 %           | 13,3 %           |
| Die LINKE            | Detlef Rabethge   | 8,1 %            | 7,6 %            |
| GRÜNE                | Markus Fehling    | 2,3 %            | 2,1 %            |
| FDP                  | Detlef Pohl       | 4,8 %            | 4,4 %            |
| NPD                  | –                 | -                | 2,5 %            |
| Tierschutzpartei     | –                 | –                | 1,5 %            |
| Freier Horizont      | –                 | –                | 0,4 %            |
| Die PARTEI           | –                 | –                | 0,5 %            |
| FREIE WÄHLER         | Silvan Frank      | 2,9 %            | 1,1 %            |
| PIRATEN              | –                 | –                | 0,3 %            |
| LKR                  | –                 | –                | 0,0 %            |
| DKP                  | –                 | –                | 0,1 %            |
| Bündnis C            | –                 | –                | 0,1 %            |
| TIERSCHUTZ hier!     | –                 | –                | 0,7 %            |
| dieBasis             | –                 | –                | 2,0 %            |
| DiB                  | –                 | –                | 0,1 %            |
| FPA                  | –                 | –                | 0,0 %            |
| ÖDP                  | –                 | –                | 0,1 %            |
| Die Humanisten       | –                 | –                | 0,1 %            |
| Gesundheitsforschung | –                 | –                | 0,3 %            |
| Team Todenhöfer      | –                 | –                | 0,1 %            |
| UNABHÄNGIGE          | –                 | –                | 0,3 %            |
| Einzelbewerber       | Jörg Rohr         | 1,8 %            | –                |
| Wahlberechtigte      | 27.708 Einwohner  | 27.708 Einwohner | 27.708 Einwohner |
| Wahlbeteiligung      | 68,2 %            | 68,2 %           | 68,2 %           |

## Wahl 2016
Bei der Landtagswahl in Mecklenburg-Vorpommern 2016 gab es folgende Ergebnisse:
| Partei           | Direktkandidaten                       | Erststimmen                            | Zweitstimmen                           |
| ---------------- | -------------------------------------- | -------------------------------------- | -------------------------------------- |
| SPD              | Patrick Dahlemann                      | 31,0 %                                 | 26,3 %                                 |
| CDU              | Andreas Texter                         | 18,5 %                                 | 17,3 %                                 |
| DIE LINKE        | Daniel Seiffert                        | 11,1 %                                 | 12,9 %                                 |
| GRÜNE            | Alexander Krüger                       | 1,9 %                                  | 1,9 %                                  |
| NPD              | –                                      | –                                      | 8,7 %                                  |
| FDP              | Detlef Pohl                            | 2,6 %                                  | 2,4 %                                  |
| PIRATEN          | –                                      | –                                      | 0,3 %                                  |
| FAMILIE          | –                                      | –                                      | 0,9 %                                  |
| FREIE WÄHLER     | Bodo Kappek                            | 2,4 %                                  | 1,0 %                                  |
| Die PARTEI       | –                                      | –                                      | 0,2 %                                  |
| Die Achtsamen    | –                                      | –                                      | 0,1 %                                  |
| ALFA             | –                                      | –                                      | 0,2 %                                  |
| AfD              | Stephan Reuken                         | 29,3 %                                 | 24,5 %                                 |
| Bündnis C        | –                                      | –                                      | 0,1 %                                  |
| DKP              | –                                      | –                                      | 0,2 %                                  |
| Freier Horizont  | Ronny Schumann                         | 3,2 %                                  | 1,6 %                                  |
| Tierschutzpartei | –                                      | –                                      | 1,4 %                                  |
| Wahlberechtigte  | 28.662                                 | 28.662                                 | 28.662                                 |
| Wahlbeteiligung  | 60,7 % (+7,5 %-Punkte) – 17.392 Wähler | 60,7 % (+7,5 %-Punkte) – 17.392 Wähler | 60,7 % (+7,5 %-Punkte) – 17.392 Wähler |

## Wahl 2011
Bei der Landtagswahl in Mecklenburg-Vorpommern 2011 gab es folgende Ergebnisse:
| Partei          | Direktkandidat    | Erststimmen     | Zweitstimmen    |
| --------------- | ----------------- | --------------- | --------------- |
| SPD             | Patrick Dahlemann | 23,1 %          | 27,1 %          |
| CDU             | Andreas Texter    | 25,4 %          | 24,6 %          |
| DIE LINKE       | Gerd Walther      | 23,6 %          | 20,7 %          |
| NPD             | Tino Müller       | 14,7 %          | 15,4 %          |
| GRÜNE           | Martin Hartwig    | 3,0 %           | 3,7 %           |
| FREIE WÄHLER    | Volker Böhning    | 8,3 %           | 2,4 %           |
| FDP             | Detlef Pohl       | 1,8 %           | 2,2 %           |
| FAMILIE         |                   |                 | 1,7 %           |
| PIRATEN         |                   |                 | 1,3 %           |
| AB              |                   |                 | 0,3 %           |
| Die PARTEI      |                   |                 | 0,2 %           |
| APD             |                   |                 | 0,1 %           |
| AUF             |                   |                 | 0,1 %           |
| REP             |                   |                 | 0,1 %           |
| ödp             |                   |                 | 0,1 %           |
| PBC             |                   |                 | 0,1 %           |
| Wahlberechtigte | 30693 Einwohner   | 30693 Einwohner | 30693 Einwohner |
| Wahlbeteiligung | 53,2 %            | 53,2 %          | 53,2 %          |

## Wahl 2006
Bei der Landtagswahl in Mecklenburg-Vorpommern 2006 gab es folgende Ergebnisse:
| Partei          | Direktkandidat          | Erststimmen     | Zweitstimmen    |
| --------------- | ----------------------- | --------------- | --------------- |
| CDU             | Kerstin Fiedler-Wilhelm | 33,5 %          | 30,2 %          |
| SPD             | Alexander Erinski       | 22,3 %          | 23,5 %          |
| PDS             | Gerd Walther            | 21,5 %          | 18,1 %          |
| NPD             | Tino Müller             | 14,4 %          | 15,0 %          |
| FDP             | Charlotte Canditt       | 6,9 %           | 8,2 %           |
| GRÜNE           | Martin Hartwig          | 1,4 %           | 1,5 %           |
| FAMILIE         |                         |                 | 1,2 %           |
| GRAUE           |                         |                 | 0,6 %           |
| WASG            |                         |                 | 0,4 %           |
| Deutschland     |                         |                 | 0,3 %           |
| AGFG            |                         |                 | 0,3 %           |
| Bündnis für M-V |                         |                 | 0,2 %           |
| PBC             |                         |                 | 0,1 %           |
| AB              |                         |                 | 0,1 %           |
| APD             |                         |                 | 0,1 %           |
| Offensive D     |                         |                 | 0,0 %           |
| Wahlberechtigte | 32725 Einwohner         | 32725 Einwohner | 32725 Einwohner |
| Wahlbeteiligung | 58,3 %                  | 58,3 %          | 58,3 %          |

Kerstin Fiedler-Wilhelm schied 2007 aus dem Landtag aus, für sie rückte Karin Strenz nach. Als diese wiederum 2009 in den Bundestag gewählt wurde, rückte André Specht nach.

## Wahl 2002
Bei der Landtagswahl in Mecklenburg-Vorpommern 2002 gab es folgende Ergebnisse:
| Partei          | Direktkandidat          | Erststimmen     | Zweitstimmen    |
| --------------- | ----------------------- | --------------- | --------------- |
| CDU             | Kerstin Fiedler-Wilhelm | 41,6 %          | 39,3 %          |
| SPD             | Alexander Erinski       | 32,0 %          | 31,9 %          |
| PDS             | Gerd Walther            | 20,7 %          | 17,6 %          |
| FDP             | Sylke Stahl             | 5,6 %           | 4,6 %           |
| NPD             |                         |                 | 2,0 %           |
| GRÜNE           |                         |                 | 1,4 %           |
| Schill          |                         |                 | 1,4 %           |
| SPASSPARTEI     |                         |                 | 0,7 %           |
| REP             |                         |                 | 0,4 %           |
| Bürgerpartei MV |                         |                 | 0,3 %           |
| GRAUE           |                         |                 | 0,2 %           |
| V.P.M.V.        |                         |                 | 0,2 %           |
| PBC             |                         |                 | 0,1 %           |
| SLP             |                         |                 | 0,0 %           |
| Wahlberechtigte | 33966 Einwohner         | 33966 Einwohner | 33966 Einwohner |
| Wahlbeteiligung | 70,1 %                  | 70,1 %          | 70,1 %          |

## Wahl 1998
Bei der Landtagswahl in Mecklenburg-Vorpommern 1998 gab es folgende Ergebnisse:
| Partei          | Direktkandidat  | Erststimmen     | Zweitstimmen    |
| --------------- | --------------- | --------------- | --------------- |
| CDU             | Friedbert Grams | 41,1 %          | 37,1 %          |
| SPD             |                 | 29,6 %          | 27,8 %          |
| PDS             |                 | 24,2 %          | 22,5 %          |
| DVU             |                 |                 | 2,9 %           |
| NPD             |                 |                 | 2,4 %           |
| Pro DM          |                 |                 | 1,9 %           |
| GRÜNE           |                 | 2,5 %           | 1,7 %           |
| FDP             |                 | 2,7 %           | 1,6 %           |
| REP             |                 |                 | 1,4 %           |
| GRAUE           |                 |                 | 0,2 %           |
| AB 2000         |                 |                 | 0,2 %           |
| BfB             |                 |                 | 0,2 %           |
| PBC             |                 |                 | 0,1 %           |
| Wahlberechtigte | 35010 Einwohner | 35010 Einwohner | 35010 Einwohner |
| Wahlbeteiligung | 78,6 %          | 78,6 %          | 78,6 %          |

## Wahl 1994
Bei der Landtagswahl in Mecklenburg-Vorpommern 1994 gab es folgende Ergebnisse:
| Partei          | Direktkandidat  | Erststimmen     | Zweitstimmen    |
| --------------- | --------------- | --------------- | --------------- |
| CDU             | Friedbert Grams | 48,6 %          | 45,3 %          |
| PDS             |                 | 25,6 %          | 23,2 %          |
| SPD             |                 | 20,6 %          | 21,0 %          |
| FDP             |                 | 5,3 %           | 4,1 %           |
| GRÜNE           |                 |                 | 2,7 %           |
| REP             |                 |                 | 1,9 %           |
| PASS            |                 |                 | 0,7 %           |
| GRAUE           |                 |                 | 0,4 %           |
| NATURGESETZ     |                 |                 | 0,3 %           |
| BUMV            |                 |                 | 0,2 %           |
| NPD             |                 |                 | 0,1 %           |
| NdB             |                 |                 | 0,1 %           |
| PBC             |                 |                 | 0,1 %           |
| Wahlberechtigte | 34101 Einwohner | 34101 Einwohner | 34101 Einwohner |
| Wahlbeteiligung | 72,3 %          | 72,3 %          | 72,3 %          |

## Wahl 1990
Die Aufteilung der Wahlkreise 1990 ist mit der späteren im Allgemeinen nicht deckungsgleich. Der Landtagswahlkreis Uecker-Randow I entsprach weitgehend dem Wahlkreis 31 Ueckermünde. Als Direktkandidat wurde Friedbert Grams (CDU) gewählt.